# Фонтен на Марни
Фонтен на Марни (фр. Fontaines-sur-Marne) насеље је и општина у североисточној Француској у региону Шампањ-Арден, у департману Горња Марна која припада префектури Сен Дизје.
По подацима из 2011. године у општини је живело 159 становника, а густина насељености је износила 24,57 становника/km². Општина се простире на површини од 6,47 km². Налази се на средњој надморској висини од 170 метара.

## Демографија
| 1962. | 1968. | 1975. | 1982. | 1990. | 1999. | 2011. |
| ----- | ----- | ----- | ----- | ----- | ----- | ----- |
| 188   | 200   | 156   | 133   | 122   | 126   | 159   |

График промене броја становника у току последњих година